# Torre Civica
Pour le monument italien, voir Torre Civica (Pavie).
La Torre Cívica appelé aussi Centro de Gobierno Plaza Cívica est un gratte-ciel de 180 mètres de hauteur situé à Monterrey au Mexique. Il a été construit de 2007 à 2010. Il abrite des bureaux gouvernementaux.
Il a une forme de décapsuleur, comme le Shanghai World Financial Center, le Kingdom Centre de Riyadh en Arabie saoudite ou la Chelsea Tower de Dubai.
En 2023 c'est l'un des dix plus hauts gratte-ciel de l'agglomération de Monterrey.
L'architecte est l'agence Augusto Reynaldo Arquitetura .
Il a été construit par la société Constructora Andrade Gutiérrez S.A.